# К-295 «Самара»
К-295 «Самара» — российская атомная подводная лодка проекта 971 «Щука-Б». Лодка была построена на судостроительном заводе № 199 имени Ленинского Комсомола. С 4 декабря 1997 года К-295 получила статус гвардейской.

## История строительства
1 апреля 1990 года начато формирование экипажа. 7 ноября 1993 года заложена в цехе судостроительного завода № 199 имени Ленинского Комсомола в городе Комсомольск-на-Амуре. 15 июля 1994 года спущена на воду. 17 июля 1995 года подписан акт государственной комиссии. Вступила в строй ВМФ. 29 июля 1995 года был поднят Военно-морской флаг. В августе 1995 года была блокирована в бухте Большой Камень занявшими фарватер буксирами Амурского Судостроительного завода, стремившегося привлечь внимание Министерства Обороны РФ и Правительства РФ к бедственному финансовому положению завода, вопреки которому была построена АПЛ. В сентябре 1995 года перешла на Камчатку .
29 декабря 1995 года лодка была включена в состав Тихоокеанского флота (ТОФ). Вошла в состав 45-й дивизии подводных лодок ТОФ с базированием в бухте Крашенинникова (Вилючинск). Получила наименование «Дракон».

## История службы
24 декабря, почти сразу после прибытия в место базирования, К-295 привлекалась для обеспечения электроэнергией базы и города Вилючинска на время ликвидации аварии на ЛЭП.
4 декабря 1997 года передано Гвардейское звание от К-133 проекта 627А, выведенной из боевого состава флота. В 1998 году перечислена в состав 10-й дивизии подводных лодок с прежним местом базирования.
30 августа 1999 года получила наименование «Самара». Совершила боевые службы в 2001, 2002, 2004 годах, в 2004 и 2006 годах завоевала призы Главкома ВМФ. Прошла ремонт в 2010 году. В июле 2010 года приняла участие в учениях «Восток-2010», затем участвовала в параде кораблей в Амурском заливе на рейде Владивостока в честь дня ВМФ. В конце года обеспечивала испытания однотипной АПЛ К-152 «Нерпа».
По данным на 8 октября 2013 года АПЛ «Самара» отправлена в средний ремонт и глубокую модернизацию на северодвинском ОАО «Центр судоремонта „Звёздочка“». Перевод в Северодвинск осуществлён Северным морским путём.
По данным на 21 августа 2014 года лодка вместе с К-391 «Братск» проекта 971 готовилась для транспортировки в Северодвинск для модернизации на оборонной судоверфи «Центр судоремонта „Звёздочка“».
26 сентября 2014 года в Северодвинск по Севморпути с Камчатки голландским судном-доком «Трансшельф» были доставлены для глубокой модернизации атомные подлодки «Самара» и «Братск».

## Командиры
- Гаврилин В. В. (1990—1997)
- Чувашов В. Н. (1997—2008)
- Щурий Роман Васильевич[3] (2008—2011)
- Трегуб С. В. (2011—2013)
- Строцкий Д. В. (2013—2016)
- Маденко Вячеслав Владимирович (2016—2020)